# إبراهيم محمد الجمل
إبراهيم محمد الجمل كاتب ومحقق مصري من خريجي كلية الشريعة بجامعة الأزهر دفعة سنة 1953. لإبراهيم الجمل، المولود بإحدى قرى محافظة المنوفية، أزيد من ثلاثين كتاباً تتناول مواضيع إسلامية وتاريخية مثل أسماء بنت أبي بكر ذات النطاقين وغيرها. كما ساهم في تحقيق عدد من الكتب التراثية مثل الجزء الأول من تفسير القرآن العظيم لابن كثير.

## الأعمال
أثرى إبراهيم المكتبة بأكثر من ثلاثين كتاباً بالإضافة لتحقيق مجموعة من الكتب. ومن مؤلفاته نذكر :
- «كبائر النساء وصغائرهن وهفواتهن»	نشر 2012
- «مشكلات في طريق المرأة»	نشر: دار الكتاب العربي 2005
- «أبناء النبي البنون والبنات وأمهاتهم»	نشر 1996
- «أحوال النساء بين القديم والحديث في ظلال الكتاب والسنة»	نشر 1996
- «أسماء بنت أبي بكر ذات النطاقين»		نشر 1992
- «السحر دراسة في ظلال القصص القرآني والسيرة النبوية»	نشر 1982
- «الحسد وكيف نتقيه»	نشر 1982
- «أم المؤمنين خديجة بنت خويلد: المثل الأعلى لنساء العالمين»
- «كتاب مملكة إبليس : التنظيم الإداري للدولة الإبليسية في القرآن و السنة»
- «السحر»
- «طموح جارية: شجرة الدر»
- «تعدد الزوجات في الإسلام الرد على افتراءات المغرضين في مصر»
- «دخول الجنة بغير حساب»
- «أمراض النفوس الغيبة والنميمة والشهوة من منظور إسلامي»
- «الحياة بعد الموت»
- «الشهوة» - 158 صفحة - 1983 الناشر: دار البشير للطباعة والنشر والتوزيع - القاهرة (مصر) [2]
- «الرق في الجاهلية والإسلام» - الناشر: مجلة الجامعة الإسلامية بالمدينة المنورة.[3]
- «الخطبة العصرية للجمعة والعيدين وعند القبر» - الناشر: مكتبة القرآن للطبع والنشر والتوزيع[4]
- «فقه المرأة المسلمة عبادات معاملات» - نشر 1981
- «الحياة بعد الموت» - نشر 1984
- «فضائل النساء من السنة والتاريخ» - نشر 1987
- «مواعظ الصحابة - رضوان الله عليهم - في الدين و الحياة» - نشر 1992
- تفريج الكروب و تفريج القلوب - نشر 1993
- «حقيقة السحر: دراسة في ظلال القصص القرآني والسيرة النبوية» - نشر 1982
- «سؤال النساء يوم القيامة» - نشر 1990
- «سلسلة من أقوال الرسول» - نشر 1987
- «قصص النساء من الكتاب والسنة» - نشر 1999
- «السيرة النبوية للأطفال» - نشر 1999

وغيرها من الكتب.
وفي ميدان تحقيق الكتب التراثية، ساهم في تحقيق الكتب التالية :
- «تفسير القرآن العظيم» لصاحبه ابن كثير.
- «مختصر الطب النبوي» لصاحبه جلال الدين السيوطي.
- «فتاوى النساء» لصاحبه ابن تيمية.